# Michelangelo Pistoletto

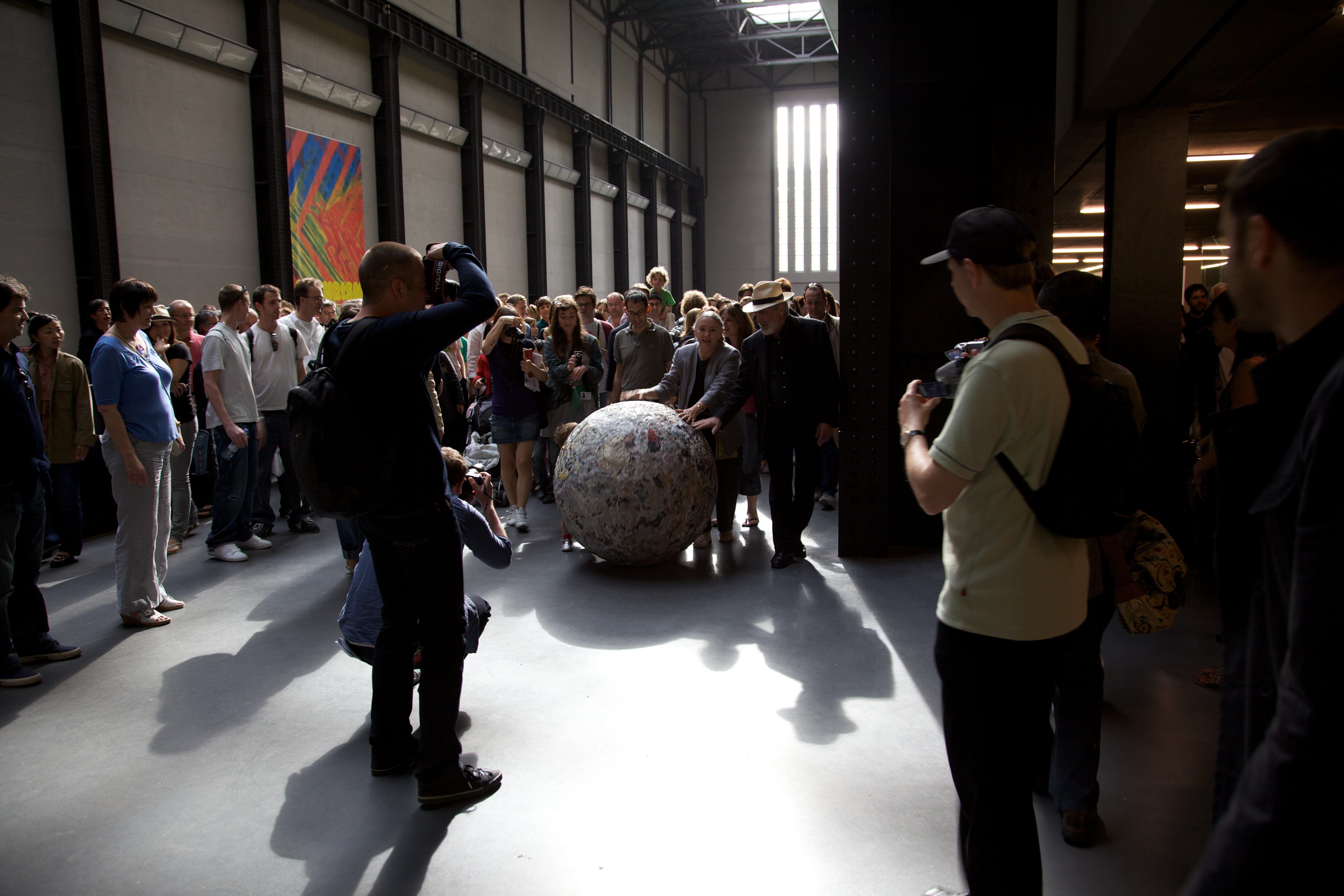
Michelangelo Pistoletto roule une boule géante composée de journaux à travers les rues de Londres, le 23 mai 2009.

Michelangelo Pistoletto (né en 1933 à Biella, au Piémont) est un artiste contemporain, peintre et sculpteur italien. Connu à partir des années 1960, il rejoint le mouvement Arte Povera (à partir de 1967).

## Biographie
Michelangelo Pistoletto débute en 1947 en tant qu'apprenti dans l'atelier de son père, restaurateur de tableaux. Il collabore avec lui jusqu'en 1958 tout en fréquentant l'école de graphisme publicitaire dirigée par Armando Testa (it). À partir de ce moment-là naît son activité créative dans l'art de la peinture qui s'exprime aussi par les nombreux autoportraits sur des toiles préparées avec apprêt métallique et par la suite sur des surfaces en acier, lustré miroir.
En 1959 il participe à la Biennale di San Marino et l'année suivante il expose à la  Galleria Galantayar de Turin.
Au début des années 1960, Pistoletto commence à réaliser des œuvres peintes figuratives et des autoportraits sur un fond monochrome métallique. Par la suite il combine peinture et photographie en utilisant des techniques de collage sur des arrière-plans réfléchissants. Finalement, il se convertit à l'impression photoréaliste de scènes sur des plaques d'acier polis pour rendre une haute finition en utilisant la sérigraphie, qui fond presque complètement l'observateur.
La Galerie Ileana Sonnabend le met alors au contact du public international.
En 1965/1966, Pistoletto produit la série des œuvres Oggetti meno (« les objets en moins »), qui appartient à ses premières œuvres sculpturales.
En 1966, Pistoletto réalise sa première exposition aux États-Unis, au Walker Art Center de Minneapolis.
En 1967, son travail remporte le premier prix de la Biennale de São Paulo et la même année il commence à mettre l'accent sur la performance, l'art vidéo, et le théâtre. Il fonde un groupe d'art action appelé « Groupe de Zoo » qui donne plusieurs spectacles entre 1968 et 1970 dans le studio, les bâtiments publics ou dans les rues de Turin ou d'autres grandes villes, l'objectif étant d'afficher l'unité de l'art et de la vie quotidienne.
Il est exposé par la Simon Lee Gallery de Londres et le Luhring Augustine Gallery de New York. Il est également représenté par la Galerieofmarseille, Marseille, France. En 2005, il expose aux côtés d'Agnès Varda et d'Éric Sandillon.
En 2007, Michelangelo Pistoletto reçoit le prix Wolf en art, en 2013, le prix Praemium Imperiale en peinture, et en 2018 le prix Haftmann.
En 2009, Salvatore Garau et Michelangelo Pistolettoont exposé ensemble à l'exposition Di tanto mare. Salvatore Garau - Michelangelo Pistoletto,.

## Arte Povera
Michelangelo Pistoletto commence à peindre sur les miroirs en 1962, reliant la peinture avec les réalités sans cesse changeantes sources de son inspiration. À la fin des années 1960 il commence à réaliser des moulages à partir de chiffons  en innovant dans l'« art statuaire classique » omniprésent en Italie. L'art d'utiliser les  « matériaux pauvres » est l'un des aspects de la définition de l'Arte Povera (« Art pauvre »)…
En 1967 avec Muretto di stracci (« petit mur en chiffons »), Pistoletto réalise une tapisserie exotique, un opulent mélange de briques et de chutes de tissu. Pistoletto, qui a commencé sous l'influence américaine du « post-Pop art » et du photoréalisme est bientôt répertorié dans les catalogues par les galeristes et critiques comme un important représentant de la tendance nouvelle de l'Arte Povera italienne.
Sur toile de fond des émeutes estudiantines de 1968, Pistoletto retire sa participation à la Biennale de Venise. Dans les années suivantes, il compose avec les idées conceptuelles  qu'il présente dans le livre L'uomo nero « L'homme noir » (1970).
En 1974, il se retire presque complètement de la scène artistique : il devient moniteur de ski et passe le plus clair de son temps dans les montagnes de San Sicario.
À la fin des années 1970, il produit des sculptures, têtes et torses à l'aide de polyuréthane et de marbre qui lui procurent des commandes d'artefacts antiques ; il projette aussi des objets pour les décors théâtraux aux États-Unis (Athens, Atlanta et San Francisco).
Au début des années 1980, il présente des œuvres de théâtre, comme Anno Uno (« An un ») (1981) au Teatro Quirino à Rome.
Depuis 1990, Pistoletto vit et travaille à Turin.

## Cittadellarte – Fondazione Pistoletto
En 1994, Michelangelo Pistoletto a proclamé son programme Progetto Arte, dont l'objectif était l'unification économique créatrice et sociale de toutes les parties de l'existence humaine ; dans un sens plus précis, la combinaison systématique de toutes les réalisations et les connaissances de la civilisation des aspects de l'art (fashion, théâtre, design...).
En 1996, il fonde la ville d'art Cittadellarte – Fondazione Pistoletto dans une usine de textile désaffectée près de Biella, comme centre et « laboratoire » soutenant des recherches sur les ressources créatives et produisant des possibilités et des idées innovantes.
La Cittadellarte est divisée en différentes Uffici (bureaux) : travail, éducation, communication, art, nutrition, politique, spiritualité et économie. Bien qu'il soit conçu comme un système fermé, la transparence vers le monde extérieur est un aspect important de la Cittadellarte.

## Œuvres
- 1993 : Le Miroir comme Tableau, livre d'art publié à Bruxelles par Les Maîtres de Forme Contemporains (mfc-michèle didier)
- 1976/1992 : Scaffale – métal et émaux, Tate Gallery
- 1962/1982 : Uomo in piedi – sérigraphie sur acier poli, Tate Gallery
- 1967/1974 : Venere degli stracci – sculpture et textiles, Tate Gallery (dite aussi : Vénus aux chiffons ou Venus of rags)
- 1965/1966 : Oggetti in meno, objets divers, Guggenheim Museum,
- 1967 : Muretto di straci
- 1997 : L'ala die Krems, Krems an der Donau[7]
- 1966-1968 : Mappamondo (Oggetti in mémo), musée de Capodimonte
- 1966 : Metrocubo d’infinito, Collection Pinault
- 1974 :  la gabbia, Collection Pinault

## Expositions
- MoMA, New York
- Musée Guggenheim, New York
- Tate Gallery, Londres
- Musée d'art contemporain de Barcelone
- Musée d'art contemporain de Los Angeles
- Les Rencontres d'Arles, France
- Musée d'art contemporain de Marseille
- Musée d'art moderne et d'art contemporain de Nice, 2007
- Musée d'art moderne et contemporain de Saint-Étienne, 2007
- Le Moulin, Galerie Continua[8], Boissy-le-Châtel (Seine-et-Marne), 2008
- Di tanto mare. Salvatore Garau - Michelangelo Pistoletto[9] avec Salvatore Garau, 2009
- MAXXI - Musée national des arts du XXIe siècle, Rome, 2011
- Centquatre-Paris : Le Labyrinthe (Labirinto, 1969 - 2010) et Large well
- Centquatre-Paris : Twenty Two Less Two, performance, destruction de 20 miroirs, 2009
- Île de San Giorgio Maggiore (Venise) : One and one make three, événement collatéral de la Biennale de Venise, 2017[10]
- Galleria Giorgio Persano à Turin : Communication: Les portes de Cittadellarte, 2018
- Collection Pinault-Bourse de commerce (Paris) : Arte povera, 2024

## Récompenses et distinctions
- 1967 : Premier prix de la Biennale de São Paulo
- 2007 : Prix Wolf en art
- 2013 : Praemium Imperiale
- 2018 : Prix Haftmann
- L'astéroïde (210107) Pistoletto porte son nom.

## Sources
- (en) Cet article est partiellement ou en totalité issu de l’article de Wikipédia en anglais intitulé « Michelangelo Pistoletto » (voir la liste des auteurs).